# Leopoldyna Horodyńska
Leopoldyna Horodyńska z domu Ścibor-Rylska herbu Ostoja (ur. 1816 w Dłużniowie, zm. 1897) – polska właścicielka dóbr ziemskich.

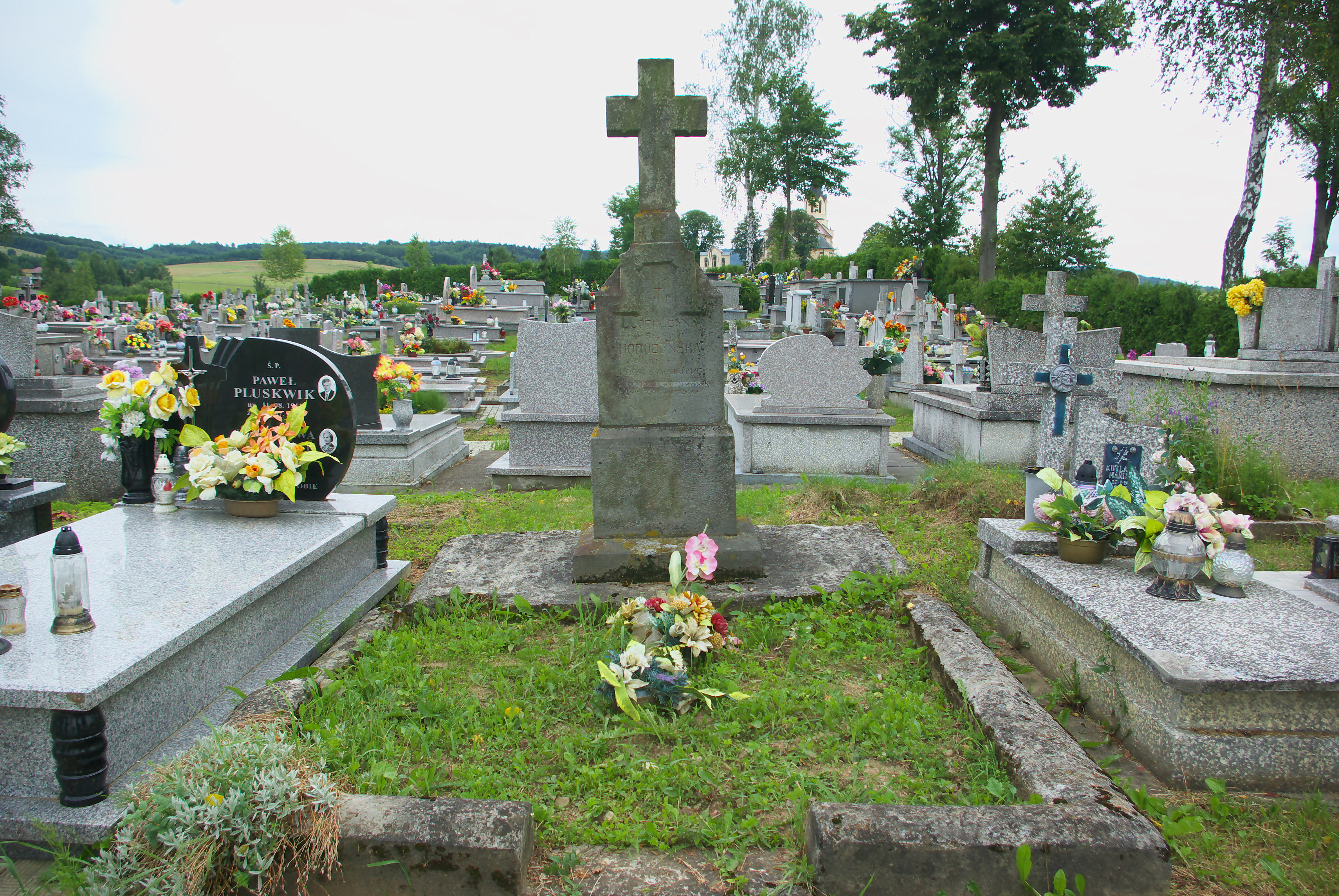
Nagrobek Leopoldyny Horodyńskiej w Dudyńcach

## Życiorys
Urodziła się 1816 w Dłużniowie, w majątku rodzinnym swojej matki. Była córką Ludwika Ścibor-Rylskiego i Róży z domu Siekierzyńskiej oraz siostrą Eustachego (1817-1899).
Wyszła za mąż, jednak po siedmiu latach małżeństwa owdowiała. Po rodzicach odziedziczyła majątek, który pomnażała. W drugiej połowie XIX wieku była właścicielką wsi: w powiecie sanockim – Dudyńce, Jędruszkowce, Pielnia Dolna i Górna, Przybyszów, Kamienne, a w powiecie stanisławowskim – Demeszkowce i Ostrów.
Jako właścicielka ziemska był uprawniona do wyboru posła na Sejm Krajowy Galicji. Była inicjatorką budowy i fundatorką kościoła Wszystkich Świętych w Dudyńcach, wzniesionego w latach 1871-1876, oraz przyczyniła się do jego wyposażenia. W Pielni posiadała gorzelnię.
Była znana ze wspierania potrzebujących. W testamencie zapisała 50 000 zł. na cele humanitarne: dla internatu ojców Zmartwychwstańców we Lwowie, dla zakładu ojców salezjanów ks. Bronisława Markiewicza w Miejscu oraz na posagi dla ubogich dziewcząt. Ponadto 1000 zł przekazała na utworzenie kasy włościańskich w majątku, w którym zamieszkiwała. Rodzinne dobra ziemskie, położone w powiecie sanockim, przekazała w testamencie jedynemu wnukowi swojego brata Eustachego, także Eustachego Rylskiego. Inne majątki rodzinne, leżące w powiecie stanisławowskim, zadysponowała jako fundację rodzinną na wyłączność Ścibor-Rylskich.
Zmarła w 1897. Została pochowana na cmentarzu w Dudyńcach.